# Dasyurus hallucatus
Dasyurus hallucatus är en pungdjursart som beskrevs av John Gould 1842. Dasyurus hallucatus ingår i släktet pungmårdar och familjen rovpungdjur. IUCN kategoriserar arten globalt som starkt hotad. Inga underarter finns listade.

## Utseende
Hanar och honor har med en kroppslängd (huvud och bål) av 12,3 till 31 cm och en svanslängd av 20 till 30 cm ungefär lika stora men hanar väger med 400 till 900 g mer än honor som har en vikt av 300 till 500 g. I undantagsfall kan hanar väga 1200 g. Dasyurus hallucatus påminner i utseende om en mus. På den gråbruna pälsen på ovansidan förekommer stora vita punkter och undersidan är täckt av krämfärgad till vit päls. På svansen saknas fläckar. På honornas undersida förekommer åtta spenar och kring dessa finns en underutvecklad pung (marsupium).

## Utbredning
Pungdjuret hade ursprungligen ett större utbredningsområde i norra Australien och förekommer idag i flera från varandra skilda områden i denna region. Arten finns även på några mindre öar utanför Australiens kust. Den vistas i låglandet och i upp till 1 300 meter höga bergstrakter. Habitatet utgörs främst av fuktiga skogar och savanner med några träd men arten iakttas även i mera torra områden.

## Ekologi
Födan utgörs av ryggradslösa djur och små ryggradsdjur. Dasyurus hallucatus vilar gömd i naturliga håligheter och vistas främst på marken.
När honan inte är brunstig lever varje vuxet exemplar ensam. Honornas revir är cirka 35 hektar stora och territorierna för hanar är nästan 100 hektar stora. När många individer lever i ett begränsat område kan reviren överlappa varandra. I territoriet markeras olika objekt med urin och körtelvätska. Dasyurus hallucatus är aktiv under natten. Enligt en studie intar arten ett stelt tillstånd (torpor) vid ogynnsamma förhållanden. Den skapar underjordiska bon i reviret.
Parningen sker under den torra perioden i maj och juni. Vanligen parar sig en hona med flera hanar under tiden. Även hanar parar sig med flera honor och de vandrar därför längre sträckor utanför reviret. Dräktigheten varar i 21 till 25 dagar och honor som lever i samma region får sina ungar nästan samtidiga. Per kull föds vanligen 5 till 8 ungar (sällan upp till 17). Liksom hos andra pungdjur är ungarna vid födelsen underutvecklade. De är cirka 5 millimeter långa och väger ungefär 18 milligram. Modern håller därför under födelsen huvudet mot marken och lyfter den urogenitala trakten över pungen. Ungarna är vid födelsen omsluten av ett ämne som liknar gelatin i konsistensen. De kravlar nedanför moderns kropp till pungen och suger sig fast vid en spene.
Två månader efter födelsen kan ungarna lämna pungen tillfällig och två månader senare slutar modern med digivning. Exemplar av Dasyurus hallucatus blir efter 11 månader könsmogna. Unga honor kan överta moderns revir när modern dör. Annars söker de ett eget territorium. Honor lever vanligen ett till två år och ibland tre år. Hanar förbrukar särskild mycket energi vid parningen och de dör vanligen under de två följande veckorna.
Detta pungdjur faller bland annat offer för dingon, för tamkatter samt för ormarna Liasis olivaceus och Pseudechis australis.

## Bildgalleri

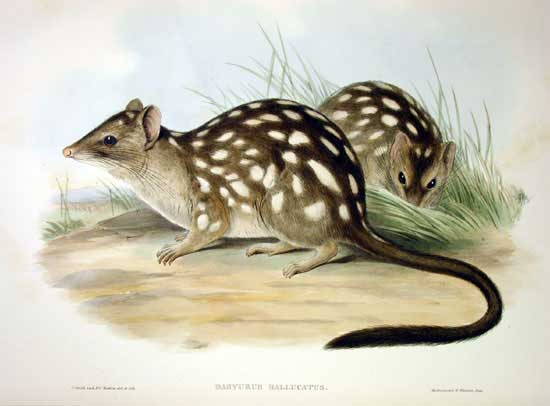